# Visitación (Pontormo)

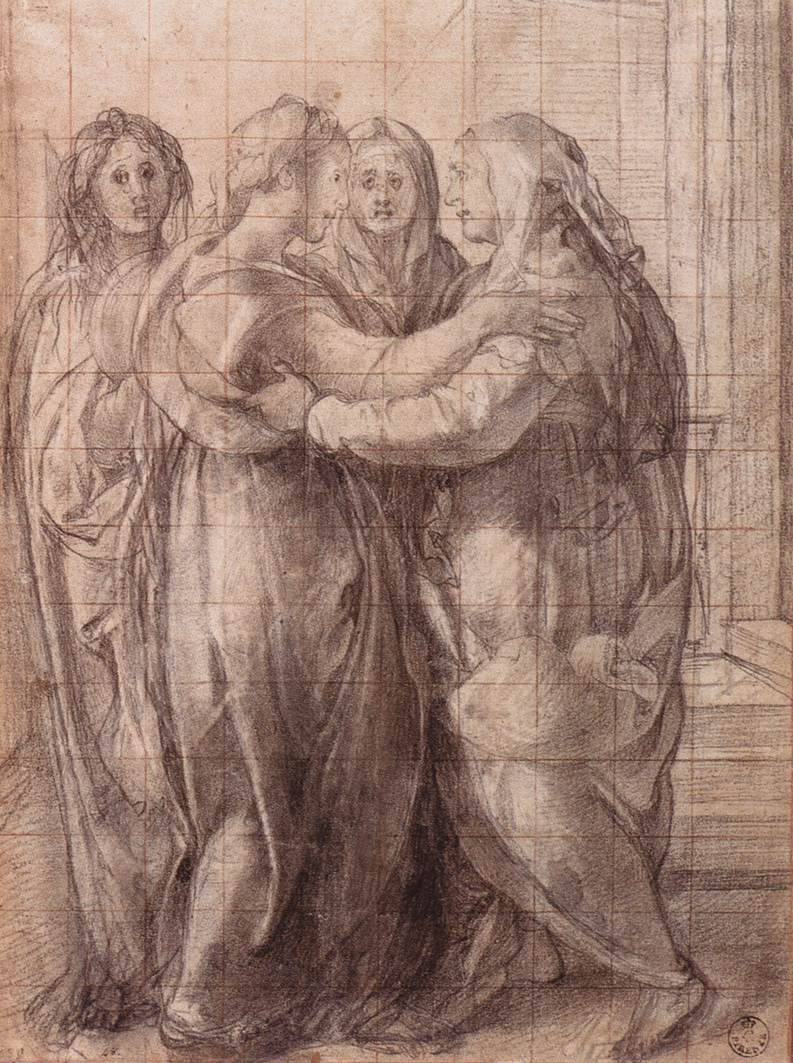
Dibujo preparatorio, Gabinete de los dibujos y estampas, n. 461 F.

La Visitación es una pintura al óleo sobre tabla de 202 x 156 cm de Pontormo, de 1528-1530 aproximadamente y conservada en la propositura de los Santos Miguel y Francisco de Carmignano, en la provincia de Prato. Es una de sus obras maestras y una de las más representativas del Manierismo.

## Historia
La obra, no citada por Vasari, es generalmente atribuida a los años inmediatamente posteriores a la Capilla Capponi, por su mismo componente innovador. La obra, creada para el altar de la familia Pinadori, ha permanecido prácticamente siempre en la iglesia a la cual estaba destinada.
Existe un dibujo preparatorio en el Gabinete de los dibujos y estampas de los Uffizi, cuadriculado para su traspaso al panel.
Fue fuente de inspiración para Bill Viola en el vídeo The Greeting (1995), que en la época fue presentado temporalmente en una sala junto a la iglesia.

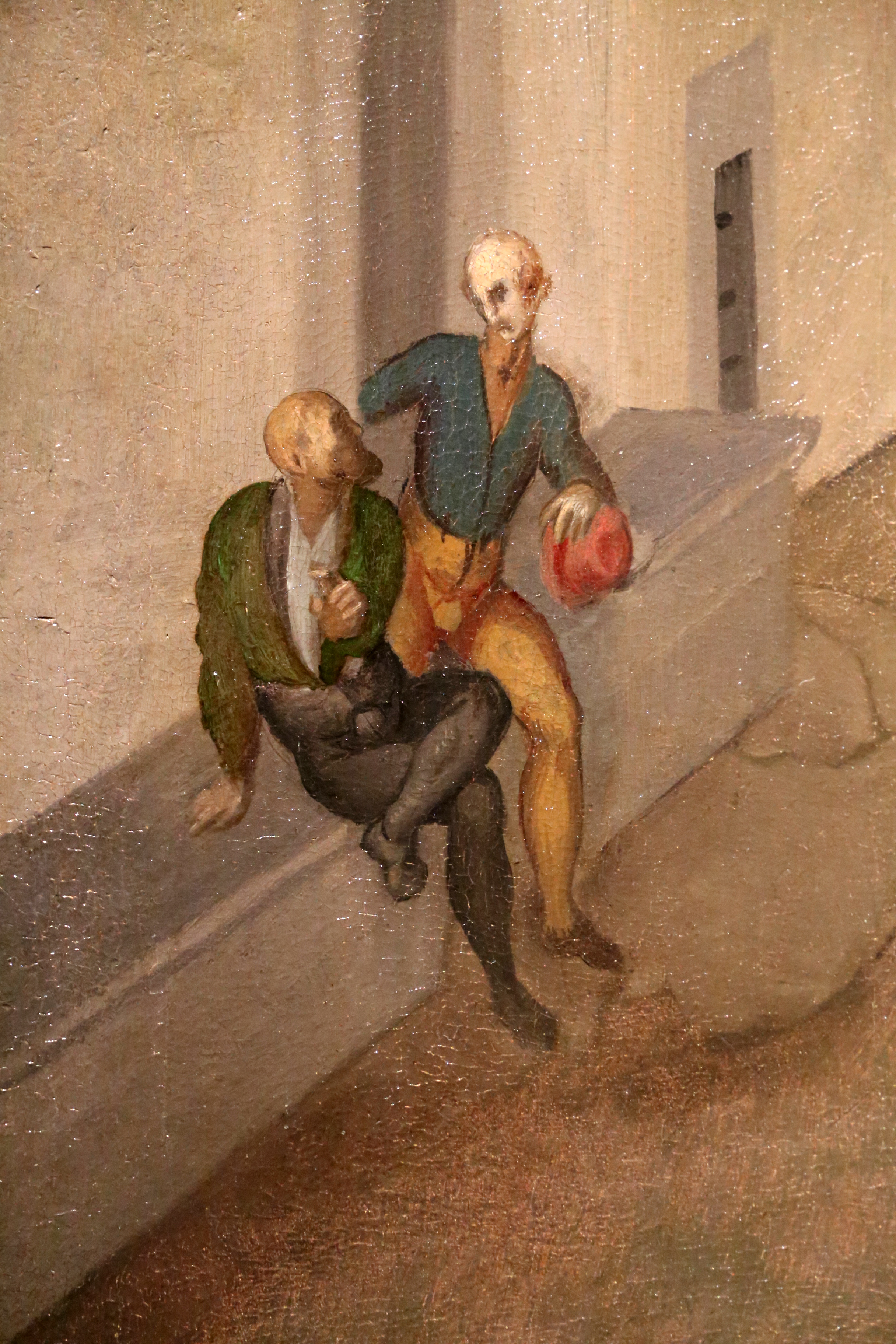
Detalle de las dos figuras al fondo identificadas por el historiador Adriano Marinazzo como San José y Zacarías.

La obra se exhibió en las exposiciones Pontormo e Rosso Fiorentino. Divergenti vie della maniera y Bill Viola. Rinascimento elettronico, celebradas en el Palacio Strozzi de Florencia respectivamente en 2014 y 2017. 

## Descripción y estilo
En una oscura vía urbana, donde se reconocen algunos edificios grisáceos que no están a la misma escala que las figuras en primer plano, está ambientada la visitación de María a santa Isabel, con las dos mujeres con finas aureolas doradas de santidad intercambiando un abrazo y una intensa mirada en presencia de dos espectadoras detrás de ellas. Una de estas es una anciana que mira directamente al espectador, como hace también la segunda, una joven a la izquierda, pero con una mirada más vacía. Se corresponden en edad y ropajes con las protagonistas y de hecho parecen sus dobles, como si fueran vistas a un tiempo de perfil y de frente, provocando un efecto inquietante. El grupo aparece fuertemente iluminado, al contrario que el fondo, resaltando los colores intensos y sólidos de las túnicas y mantos: verdes, rosa y naranja, simétricamente invertidos de unas figuras a otras, produciendo contraste cromático. Original es el entrelazamiento de miembros y telas, a lo largo de líneas arqueadas de gran elegancia, y amplificadas en los volúmenes.
El movimiento de las mujeres en primer plano contrasta con la quietud y rígida frontalidad del segundo plano, privado de cualquier participación emocional en el acontecimiento, pero capaz de crear una atmósfera suspendida y melancólica, altamente espiritual. 
En comparación con el boceto las figuras aparecen más apretadas en el centro, con túnicas más amplias, creando un grupo más compacto. 
La composición "a rombo" se inspiró en el grabado de Durero Cuatro brujas (1497). Interesante también notar como en el fondo abajo a la izquierda, Pontormo representa dos misteriosos personajes sentados, identificados por el historiador del arte Adriano Marinazzo como San José y Zacarías. Su diminuto tamaño hace parecer a las mujeres aun más monumentales y, mientras ellas van "a la antigua" ellos visten ropa contemporánea.
El anticlasicismo de las figuras alargadas, que prefiguran las de Parmigianino y el Greco, el entorno difuso casi irreal, los colores antinaturales y el cromatismo contrastante, las líneas serpentinas y el simbolismo oscuro son plenamente manieristas.

## Galería de imágenes

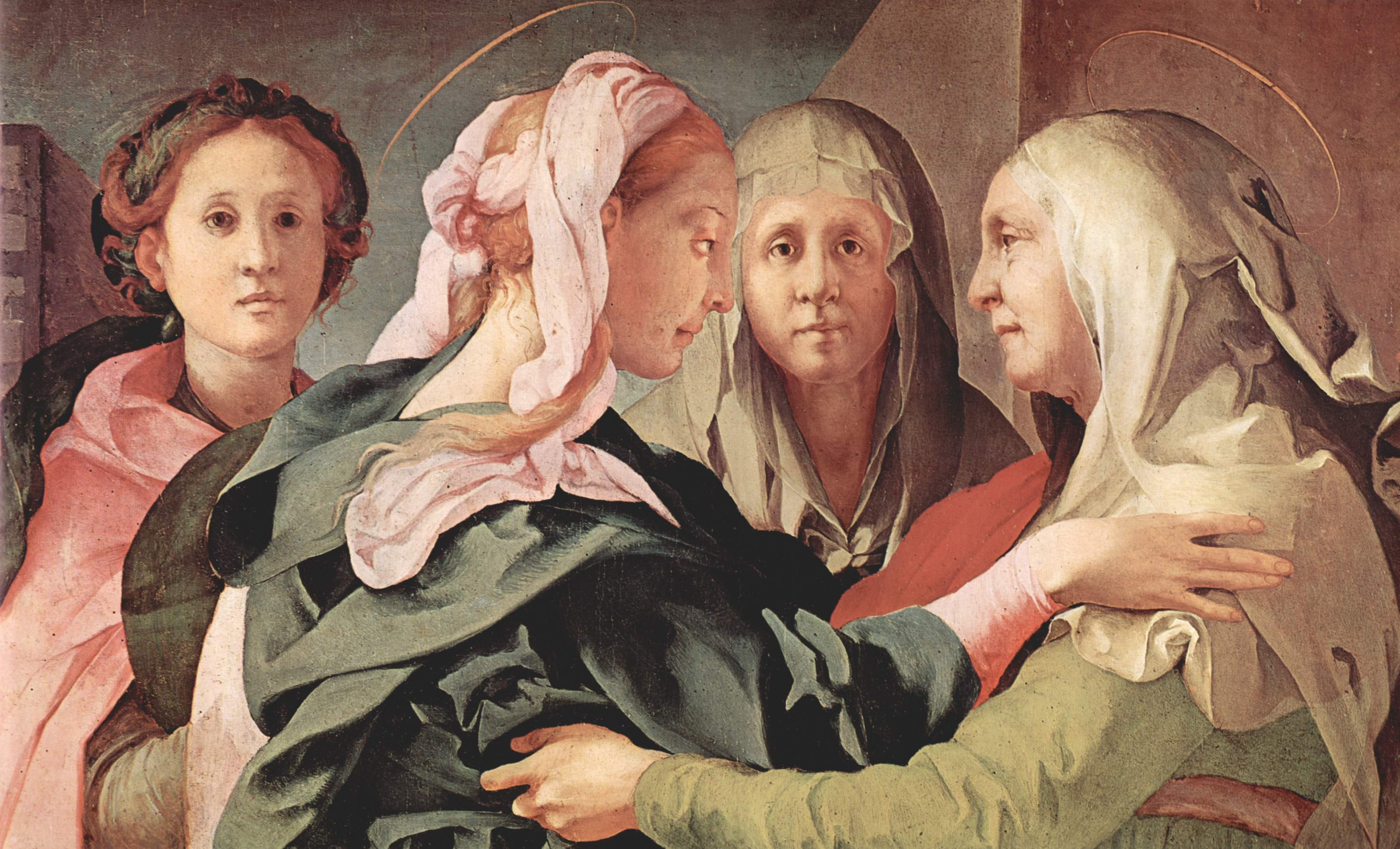
Detalle.
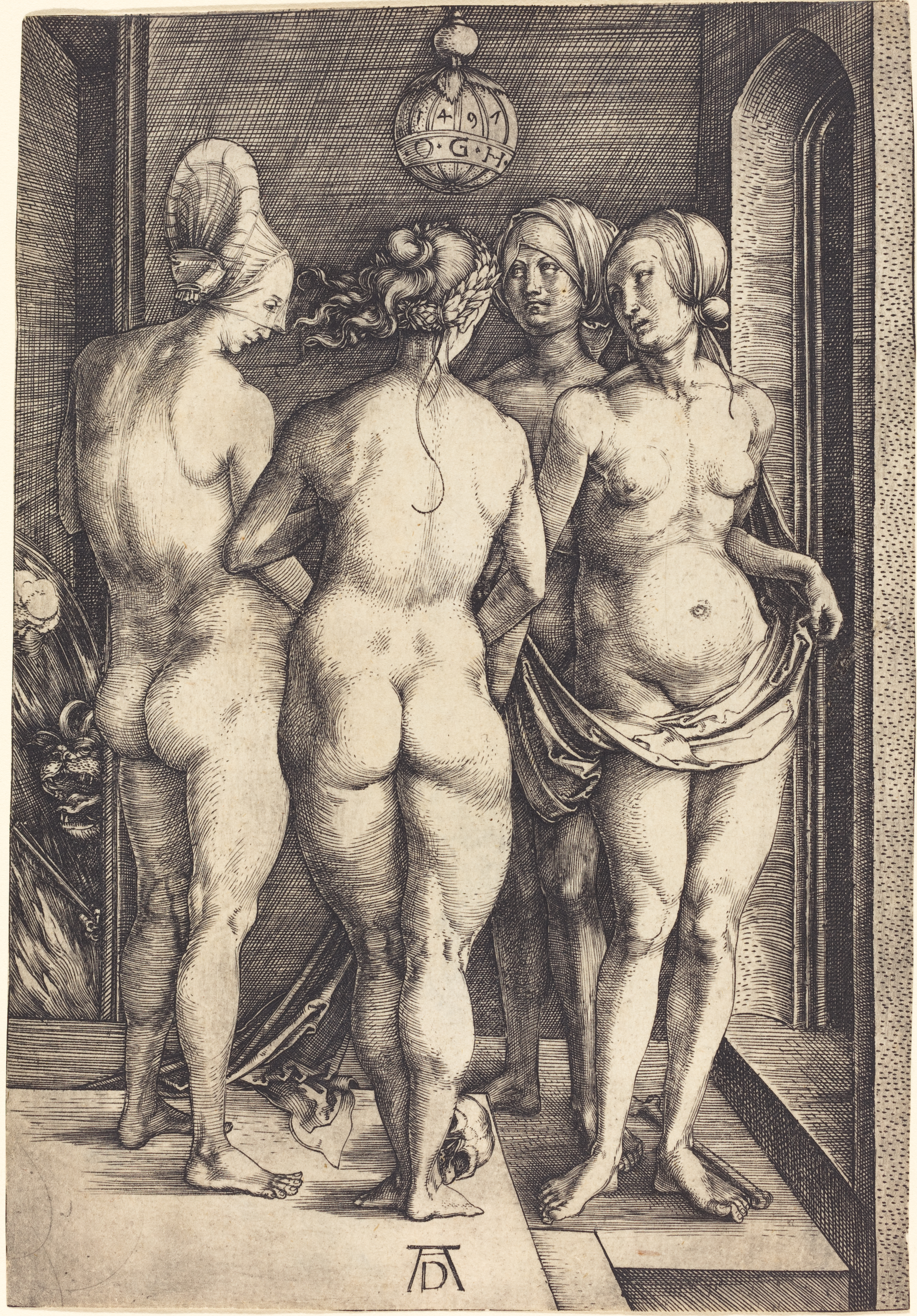
Alberto Durero, Cuatro brujas.
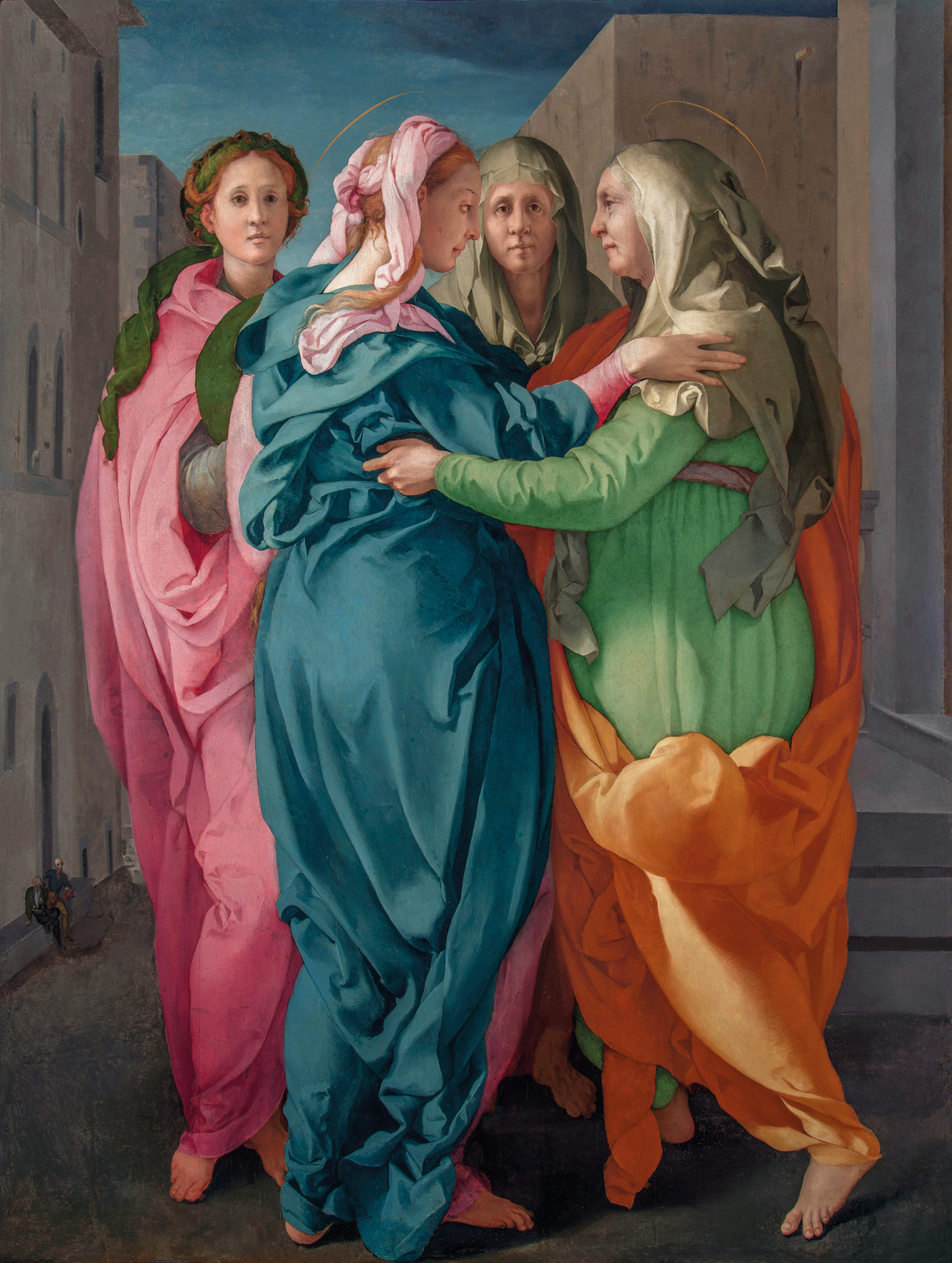
Después de su limpieza y restauración.